# Forrest J. Ackerman
Forrest J. Ackerman, dit Mr Science Fiction, est un écrivain, producteur de cinéma, éditeur et scénariste américain de science-fiction et horreur né le 24 novembre 1916 à Los Angeles en Californie, ville où il est mort le 4 décembre 2008. Il est reconnu pour son magazine sur les trucages des monstres dans Famous Monsters of Filmland. Il est aussi considéré comme le pionnier de la pratique du cosplay.

## Biographie
Forrest Ackerman étudie à l'université de Californie à Berkeley de 1934 à 1935. Il travaille ensuite comme projectionniste puis sert dans l'armée américaine (US Army) de 1942 à 1945.
Il est le créateur du personnage de comics Vampirella.
Il était membre de Los Angeles Science Fantasy Society (en).
Ackerman a inspiré l'ensemble de la science-fiction américaine (Steven Spielberg, Tim Burton, Stephen King, Frank Darabont, John Landis...).
Il est apparu dans un rôle secondaire dans le film de 1997, Future War.
Forrest J. Ackerman s'est distingué en écrivant la plus petite nouvelle de science-fiction possible. Son titre est Résultat de l'examen d'entrée dans la fédération galactique : Planète Terre... et le texte se résume à ce simple chiffre : "0".

## Créations
- Famous Monsters of Filmland
- Vampirella

## Publications
- Amazing Stories
- The Time Traveller
- Ackermanthology: Millennium Edition: 65 Astonishing Rediscovered Sci-Fi Shorts, (James A. Rock & Co., Publishers)
- Womanthology (avec Pam Keesey) (James A. Rock & Co., Publishers)
- Martianthology (avec Anne F. Hardin) (James A. Rock & Co., Publishers)
- Ceremony (James A. Rock & Co., Publishers)
- Rainbow Fantasia: 35 Spectrumatic Tales Of Wonder
- Worlds of Tomorrow: The Amazing Universe of Science Fiction Art (avec Brad Linaweaver)
- Forrest J Ackerman's World of Science Fiction (Stoddart; First Édition)
- Dr Acula's Thrilling Tales of the Uncanny
- Lon of 1000 Faces (James A. Rock & Co., Publishers)
- Expanded Science Fiction Worlds of Forrest J Ackerman & Friends Plus (James A. Rock & Co., Publishers)
- Vintage Monster Movies
- Best Science Fiction for 1973 (Ace Books)

## Récompenses
- Worldcon Guests of Honor
- The Rondo Hatton Classic Horror Awards
- Santa Monica Film Festival
- Fangoria Chainsaw Awards
- Academy of Science Fiction, Fantasy & Horror Films, États-Unis
- 1953 : prix Hugo du meilleur fan
- 1974 : prix Inkpot
- 1984 : prix humanitaire Bob-Clampett
- 1996 : prix Bram-Stoker pour l'ensemble de son œuvre
- 2002 : prix World Fantasy pour l'ensemble de son œuvre